# Ernest-Eugène Hiolle
Ernest-Eugène Hiolle (født 5. maj 1834 i Valenciennes, død 5. oktober 1886 i Bois-le-Roi ved Paris) var en fransk billedhugger. 
Under Grandfils og Jouffroy som lærere blev hans kunst ledet ind på stærkt akademiske baner, som han efterhånden frigjorde sig for i sin stræben efter det udtryksfulde og virkelighedstro. Hans første bekendte arbejder var den formfine statue af Narcis (1869) og den livfulde gruppe Arion på delfinen: (1870, begge i Luxembourg); senere fremkom Victoria for et krigermonument i Cambrai med mere. Desuden skabte han en mængde karakteristiske portrætbuster: af Robert-Fleury, Viollet-le-Duc, Chenavard, Carpeaux etc.